# Sócrates Puntel
Sócrates Ricardo Puntel foi um inventor brasileiro que tornou-se notório por ter criado a "Máquina de Puntel" - uma espécie de urna mecânica que foi a precursora da Urna Eletrônica Brasileira - em 1958.

## A Máquina de Puntel

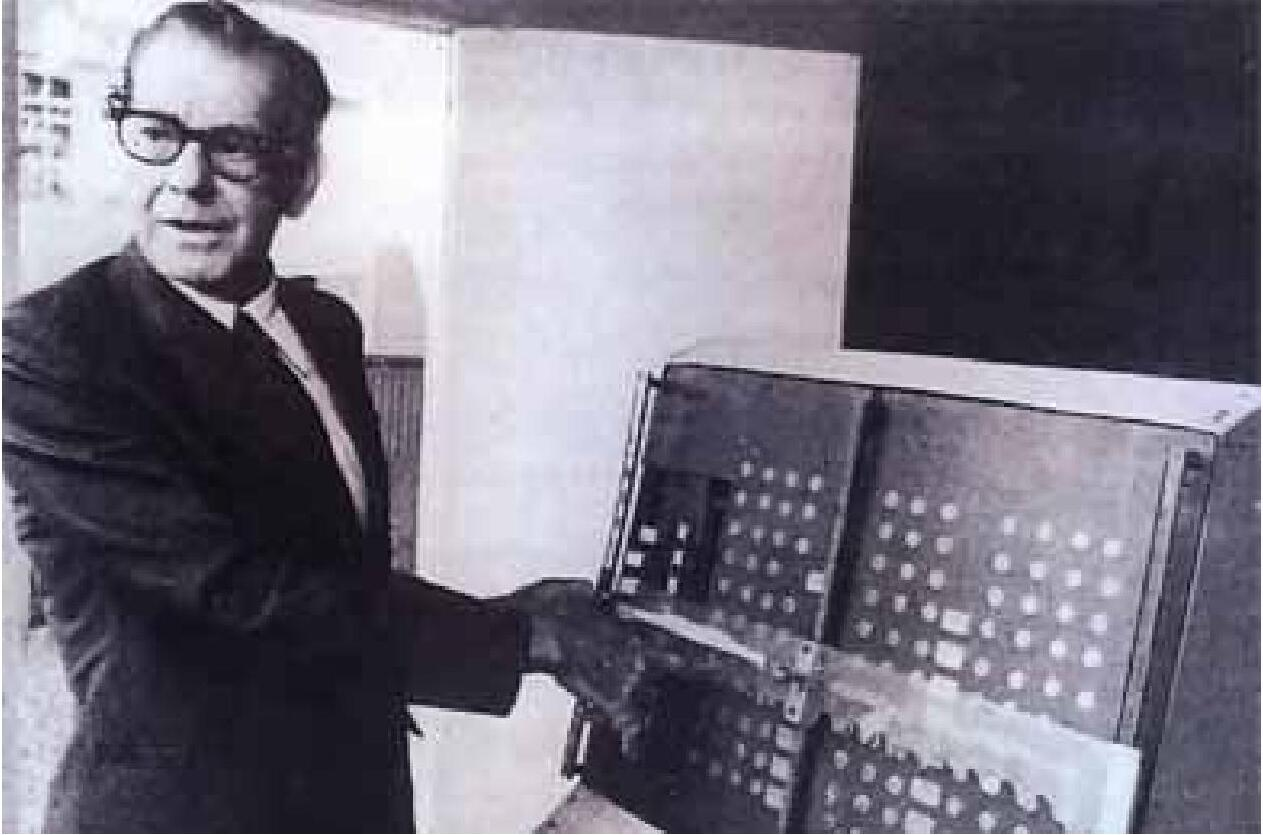
Puntel ao lado de sua máquina

O Código Eleitoral Brasileiro de 1932, em seu artigo 57, já previa o “uso das máquinas de votar”.
Em 1958, Sócrates Puntel foi o primeiro a idealizar um modelo eletrônico para registro dos votos inteiramente pensado para ser usado no pleito brasileiro. A Máquina de Puntel funcionava por meio de duas teclas e duas réguas que indicavam os cargos a serem preenchidos. Apesar de engenhosa, não chegou a ser usada no processo eleitoral por não ser um modelo acessível, resistente, facilmente transportável às regiões mais distantes e que assegurasse o sigilo do voto e garantisse uma apuração confiável, já que suas dimensões (altura: 65cm, profundidade 87 cm, largura 46 cm) e peso (35 kg) eram relativamente grandes.